# Ex-Girlfriend
Ex-Girlfriend é uma canção Rock escrita por Gwen Stefani, Tony Kanal e Tom Dumont para Return Of Saturn, terceiro álbum do No Doubt.
A canção foi lançada como primeiro single oficial do álbum em 2000 e teve sucesso moderado, alcançando o Top 40 em vários países.
Gwen compos a canção inicialmente baseada em seu relacionamento com Gavin Rossdale, com quem se casou em 2002, mas a banda resolve acelerar o tempo da canção devido ao excesso de baladas que o álbum continha.

## Chart performance
| Chart (2000)                      | Peak position |
| --------------------------------- | ------------- |
| Australian Singles Chart          | 9             |
| Canadian Singles Chart            | 40            |
| Finnish Top 20                    | 15            |
| German Singles Chart              | 34            |
| Swedish Top 60                    | 18            |
| Swiss Top 100                     | 19            |
| UK Singles Chart                  | 23            |
| U.S. Billboard Modern Rock Tracks | 2             |